# Czałga
Czałga (bułg. чалга; zwana też popfolk, lub etnopop) – bułgarski gatunek muzyki popularnej, łączący w sobie cechy bałkańskiego folku oraz greckich i tureckich wpływów. Cechuje ją powtarzalność rytmu i motywów muzycznych. Taniec do tej muzyki nazywa się kjuczek.
Wykonawcy muzyki czałga to między innymi Anelija, Azis, Boni, Cwetelina, Desi Sława, Ekstra Nina, Emilija, Esił Djuran, Galena, Gergana, Głorija, Iwana, Malina, Marija, Miłko Kałajdżiew, Presława, Rajna, Reni, Saszka Wasewa, Sławi Trifonow, Sofi Marinowa, Weronika.